# Marcel Sangué
Marcel Sangué (né Marcel Lucien Gaston Sangué à Paris 4e le 6 janvier 1908, mort à Angers le 11 novembre 1983) est un ingénieur de la Commission des ardoisières d'Angers, auteur d'un traité de couverture d'ardoise.

## Biographie
Il est embauché en 1932 à Paris par la Commission des ardoisières d'Angers qui exploite des carrières souterraines à Trélazé, à Noyant-la-Gravoyère et dans d'autres localités du bassin d'Angers. Jusqu'en 1941 il est responsable de l'atelier d'ardoiserie à Paris, puis il dirige à Angers le service Bâtiment. Il y crée une équipe de couvreurs, forme de nombreux apprentis et fait à la suite une lecture critique du Manuel du couvreur ardoisier d'Arsène Brandilly paru en 1929 et réédité en 1952. L'analyse de la capillarité dans la couverture au crochet lui parait insuffisante.
Avec M. Raux, il cherche à couvrir d'ardoise les toits à faible pente. Raux met au point le crochet crosinus à tige ondulée qui diminue la remontée capillaire. Sangué construit des maquettes dont il vérifie l'étanchéité en 1954 puis en 1955 dans la soufflerie de l'Institut national d'aéronautique de Saint-Cyr. Il fait couvrir un toit d'«ardoises» de verre cathédrale et visite de nombreux chantiers de dépose puis il établit une théorie de la remontée capillaire pour les couvertures d'ardoise fixées au crochet et publie des tableaux de recouvrement.
En 1957, il prend la direction du nouveau Bureau d'études techniques de l'utilisation de l'ardoise (Betua). Il fait couvrir de grands toits en faible pente (10° à 25°) à Paris mais aussi sur le littoral breton et en montagne et ceux-ci s'avèrent de bonne tenue. L'ardoise peut ainsi concurrencer  la tuile à emboitement sur des sheds et des terrassons de combles à la Mansart.
En 1969, Sangué rassemble ses notes et ses dessins, et publie en collaboration avec Jean Beaulieu, couvreur et maitre à l'École supérieure de couverture d'Angers, La couverture en ardoise qui est réédité en 1974, 1979, 1983 et 2014.
À la fin des années 1970, il est membre du Comité de coordination de l'Art du couvreur organisé par les Compagnons passants couvreurs du Devoir et rédige l'introduction de la partie concernant l'ardoise mais il meurt l'année de la parution de l'ouvrage en 1983.